# Лазар Велков
Лазар Велков Тодев, известен като Дивлянец, Дивлянски или Дивленски, е български революционер, войвода на Вътрешната македонска революционна организация.

## Биография

### Във ВМОРО
Роден е в 1880 година в скопското село Дивле, тогава в Османската империя. По професия е зидар. Влиза във Вътрешната македоно-одринска революционна организация в 1896 година, оглавява селския комитет в Дивле и изпълнява куриерски задачи. В 1906 година е арестуван от властите и осъден на 15 години затвор. След Младотурската революция в 1908 година е амнистиран. 
След 1910 година става войвода на възстановената ВМОРО в Скопско, като замества Васил Аджаларски.
По време на Балканската война в 1912 година Велков действа с четата си в Скопско и подпомага съюзническите на България сръбски войски. По-късно е доброволец в Македоно-одринското опълчение в четата на Спиро Дильов. След Междусъюзническата война в 1913 година е арестуван от новите сръбски власти във Вардарска Македония и хвърлен в затвор в Белград. В 1914 година успява да избяга и в 1915 година се включва в четата на Кръстьо Лазаров, нахлула в Кумановско, и с нея участва в голямото сражение при Островица. След това действа с чета в родното си Скопско. През 1917 година подписва Мемоара на българи от Македония от 27 декември 1917 година.
По случай 15-ата годишнина от Илинденско-Преображенското въстание за заслуги към постигане на българския идеал в Македония през Първата световна война в 1918 година, Лазар Велков е награден с орден „Свети Александър“.

### Във ВМРО
След Първата световна война се включва в дейността на възстановената от Тодор Александров ВМРО и отново става войвода на чета в Скопско.
На 4 октомври 1920 година четата на Велков се сражава при Орашец, Скопско, с хвърчащия отряд на капитан Петрович. След неколкочасово сражение сръбската част е разпръсната, капитан Петрович е ранен, а двама контрачетници са убити. За наказание сръбските власти арестуват стотици мирни селяни в Скопско, Велешко, Кумановско и Щипско, които са подложени на жестоки инквизиции, в резултата на които загиват 20 души.
Лазар Велков е тежко ранен в 1924 година при сражение със сръбски части в местността Островица между селата Живине и Колицко и се самоубива. Като войвода го замества секретерят му Петър Станчев.